# Hohenvolkfien
Hohenvolkfien ist ein Ortsteil der Gemeinde Waddeweitz im niedersächsischen Landkreis Lüchow-Dannenberg. Südlich vom Ort verläuft die B 493. Etwa 200 Meter nordnordöstlich von Hohenvolkfien liegt Grab 2 der Großsteingräber bei Gohlau.

## Geschichte
Hohenvolkfien war ursprünglich eine Gemeinde im Kreis Lüchow und wurde 1929 in die Gemeinde Gohlau eingegliedert, die ihrerseits am 1. Juli 1972 Teil der Gemeinde Waddeweitz wurde. Für das Jahr 1848 sind im Statistischen Handbuch für das Königreich Hannover acht Wohngebäude mit 63 Einwohnern belegt. Zu jener Zeit gehörte der Ort zur Voigtei Clenze des Amtes Lüchow und trug auch den Namen Hohen-Volkfien.